# Islas Kampong Som
Islas Kampong Som es un grupo de islas del país asiático de Camboya, situadas en el Golfo de Tailandia. Las Islas incluyen:
- Koh Rong: (o Kaôh Rong) se encuentra al oeste de la costa de Sihanoukville. Tiene recursos como el agua dulce y una bulliciosa comunidad de pescadores en el sureste.

- Koh Rong Samlon: (o Kaôh Rong Sâmlon) Incluye una gran bahía con forma de corazón, existen allí cultivos de crustáceos y buenas playas.

- Koh Tang: está a unos 60 kilómetros al suroeste de la costa de Camboya. Los únicos habitantes son personal militar.